# Níjniaia Toima
Níjniaia Toima (en rus: Нижняя Тойма) és un poble de l'óblast de Kírov, a Rússia, segons el cens del 2010 tenia 1.105. Pertany al districte (raion) de Viàtskie Poliani.